# Schrimpfkogel
Der Schrimpfkogel ist ein 2207 m ü. A. hoher Gipfel der Seckauer Tauern, die Teil der Niederen Tauern sind. 

## Lage und Landschaft
Der Berg befindet sich zwischen Schoberpass und Gaal. Er liegt im Hauptgrat der Seckauer Tauern, westlich des Geierhaupts (2417 m ü. A.), dem höchsten Gipfel der Gruppe. Von diesem ist er durch das Liesingtörl (ca. 2080 m) getrennt. In die andere Richtung geht der Hauptkamm über das Schaunitztörl (ca. 1960 m) und den Hahnenkamm zum Kettentalkogel (2120 m ü. A.), und dann weiter zum Hohentauern-Pass.
Am Schrimpfkogel zweigt nach Norden der Kamm über das Krügltörl (ca. 2030 m) und den Kerschkern (2225 m ü. A.) zum Schoberpass und in die Eisenerzer Alpen ab. 
Nördlich entspringt die Finsterliesing, die im Liesinggraben der obersten Liesing zugeht. Südlich liegt das Kar des Donnerofens, das zum Ingeringbach entwässert. Beide Flüsse gehen zur Mur. Westlich rinnt der Günbach über den Triebenbach und die Palten schon zur Enns. Damit gehört der Gipfel zur Hauptwasserscheide der Alpen. 
Der Gipfel liegt im Gemeindegebiet Wald am Schoberpaß, unweit der Grenze zu den Gemeinden Hohentauern und Gaal südlich des Schaunitztörls.

## Geologie
Der Gipfel gehört zum Gneiskern der Seckauer Tauern, kristallines Grundgebirge der Alpen aus dem Permokarbon. Die Moränen im Donnerofen unterhalb wenden sich Richtung Seckauer Becken, und zeigen ein Überströmen des Ennstalgletschers über den Hahnkamm.

## Touren
Da in der Region keine bewirtschafteten Schutzhütten stehen, sind das Geierhaupt sowie seine Nachbargipfel nur in langen Tagestouren zu erreichen und werden entsprechend selten besucht. Der Schrimpfkogel wird überhaupt selten begangen, der   Höhenweg der Seckauer Tauern (Hauptkamm-Überschreitung vom Schoberpass) passiert den Gipfel etwas unterhalb. Die Aufstiege sind wenig ausmarkierte Steige.